# Norops altae
Norops altae är en ödleart som beskrevs av  Dunn 1930. Norops altae ingår i släktet Norops och familjen Polychrotidae. IUCN kategoriserar arten globalt som livskraftig. Inga underarter finns listade i Catalogue of Life.